# Еве (народ)
Е́ве (самоназва евеґбе) — народ ґбе у Західній Африці. Почесним символічним титулом Нгорифія (вождь з питань розвитку) в 1987 році обрано Сефаса Коси Бансу.

## Територія проживання і чисельність

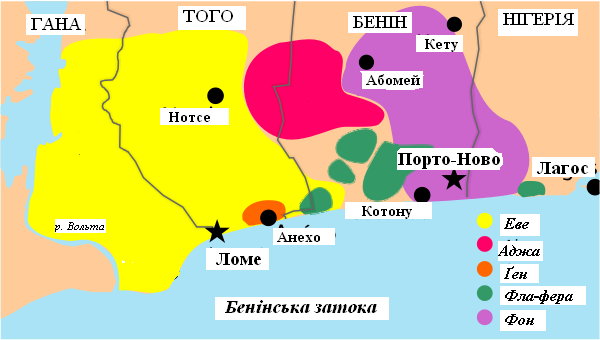
Територія проживання еве на мапі мов ґбе

Люди еве проживають на південному сході Гани й на півдні Того, невеликі громади також у Беніні та Нігерії.
Загальна чисельність еве сягає 3 млн чол., з них бл. 1,6 млн чол. у Гані, понад 1,3 млн чол. у Того.

## Мова і релігія
Мова еве належить до мовної підгрупи ґбе нігеро-конголезької групи конго-кордофанської мовної родини.
Писемність — на латинській ґрафічній основі.
Еве сповідують традиційні культи, частина мусульмани-суніти, також частково християни.

## Історія і суспільство
Пращури еве, імовірно, прийшли з земель сучасної південно-західної Нігерії.
Наприкінці XVI ст. еве сформували ряд ранньодержавних утворень, одне з яких на території сучасного Того.
У еве традиційно розвинутий (зберігається і за сучасності) інститут вождівства. Сільська громада, яка раніше являла підвалину суспільного устрою, піддається руйнуванню.

## Господарство

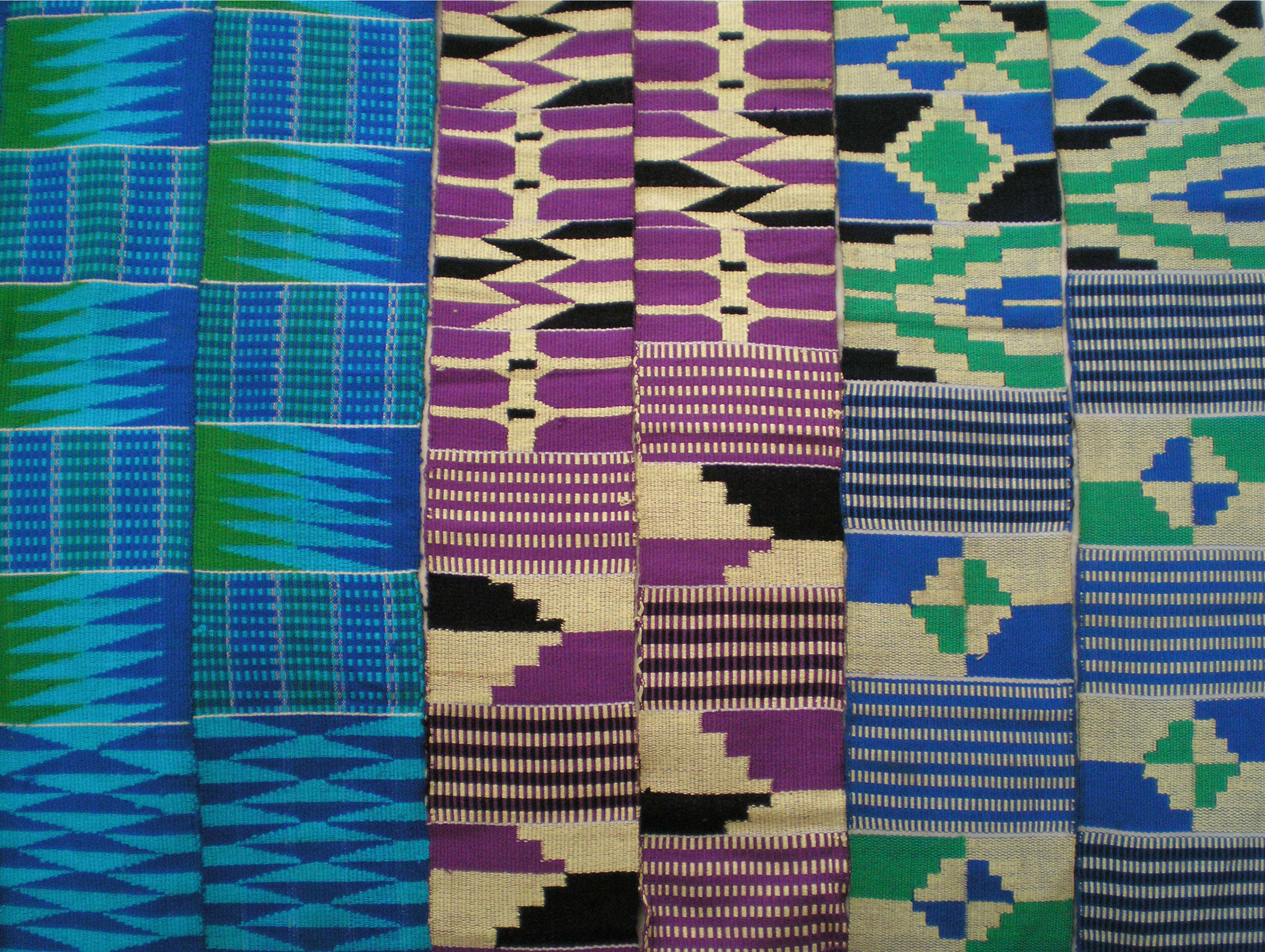
Традиційні такнини кенте

Традиційні заняття еве — ручне землеробство (ямс, маніок, кукурудза, овочі; експортні культури — кава, какао-боби, бавовник, плоди кокосової і олійної пальм); скотарство (велика і дрібна рогата худоба, свині), птахівництво, на узбережжі — рибальство.
Серед ремесел, які зараз потроху забуваються, раніше популярними були ткацтво, гончарство, різьблення на дереві, плетіння тощо.

## Матеріальна і духовна культура
Традиційні житла еве — прямокутні глинобитні хатини зі стріхами з соломи або пальмового листя (зараз гофрованого заліза. На узбережжі частими є поселення з будинків на палях. Поруч з житловими будівлями зазвичай розміщуються господарські — комори, навіси для худоби тощо.
В осередді поселення еве за звичаєм міститься майдан, де прийнято проводити народні зібрання, справляти судочинство тощо, а по певних днинах у великих селищах тут же вирує торжище.
Повсякденним одягом чоловіків еве були великі вільного крою сорочки і штани, за святковими правилами широкі яскраві тоги. Жінки носили обернуту навколо стегон матерію, як верхній одяг — легку кофтинку. Популярними були численні прикраси (намиста, сережки, браслети тощо).
Національна кухня, передовсім, рослинна — рис і кукурудза з різноманітними соусами; характерна страва — гарі, різновид каші з товченого й висушеного маніоку.
Зберігаються народні вірування (віра в сили природи і культ предків) й свята. Розвинутий фольклор.